# Огродники (гміна Добжинево-Дуже)
Огродники (пол. Ogrodniki) — село в Польщі, у гміні Добжинево-Дуже Білостоцького повіту Підляського воєводства.
Населення — 209 осіб (2011).
У 1975-1998 роках село належало до Білостоцького воєводства.

## Демографія
Демографічна структура станом на 31 березня 2011 року:
|          | Загалом | Допрацездатний вік | Працездатний вік | Постпрацездатний вік |
| -------- | ------- | ------------------ | ---------------- | -------------------- |
| Чоловіки | 102     | 24                 | 71               | 7                    |
| Жінки    | 107     | 24                 | 65               | 18                   |
| Разом    | 209     | 48                 | 136              | 25                   |